# Гаррі Песонен
Гаррі Песонен (фін. Harri Pesonen; нар. 6 серпня 1988, Муураме) — фінський хокеїст, крайній нападник клубу НЛ «Лангнау Тайгерс». Гравець збірної команди Фінляндії. Олімпійський чемпіон.

## Ігрова кар'єра
Хокейну кар'єру розпочав на батьківщині 2006 року виступами за команду ЮІП.
16 березня 2013 Песонен дебютував у складі «Нью-Джерсі Девілс» в матчі проти «Монреаль Канадієнс».
Відігравши згодом два сезони за «Олбані Девілс»‎ (АХЛ) 20 травня 2014 укладає дворічний контракт з швейцарським клубом «Лозанна» (НЛА).
Влітку 2018 перейшов до іншої швейцарської команди «Лангнау Тайгерс».
8 травня 2020 року, як вільний агент уклав дворічну угоду з російським клубом «Металург» (Магнітогорськ). 24 грудня 2020 року перейшов до іншої російської команди «Ак Барс» (Казань).
14 червня 2021 року повернувяся до складу «Лангнау Тайгерс», кольори якої наразі захищає.

## На рівні збірних
Був гравцем молодіжної збірної Фінляндії, у складі якої брав участь у 6 іграх. 
У складі національної збірної Фінляндії чемпіон світу 2019 та 2022 років.
Олімпійський чемпіон 2022 року.

## Нагороди та досягнення
- Чемпіон Фінляндії в складі ЮІП — 2009, 2012.

## Статистика

### Клубні виступи
| Сезон          | Клуб                       | Ліга           | Регулярний сезон | Регулярний сезон | Регулярний сезон | Регулярний сезон | Регулярний сезон | Плей-оф | Плей-оф | Плей-оф | Плей-оф | Плей-оф |
| Сезон          | Клуб                       | Ліга           | І                | Г                | П                | О                | ШХ               | І       | Г       | П       | О       | ШХ      |
| -------------- | -------------------------- | -------------- | ---------------- | ---------------- | ---------------- | ---------------- | ---------------- | ------- | ------- | ------- | ------- | ------- |
| 2006–07        | ЮІП                        | Jr. A          | 40               | 8                | 17               | 25               | 10               | —       | —       | —       | —       | —       |
| 2007–08        | ЮІП                        | Jr. A          | 37               | 21               | 24               | 45               | 63               | 9       | 4       | 13      | 17      | 33      |
| 2007–08        | ЮІП                        | СМ-Л           | 3                | 0                | 0                | 0                | 0                | —       | —       | —       | —       | —       |
| 2008–09        | ЮІП                        | Jr. A          | 1                | 0                | 0                | 0                | 2                | —       | —       | —       | —       | —       |
| 2008–09        | ЮІП                        | СМ-Л           | 47               | 4                | 3                | 7                | 12               | 15      | 4       | 1       | 5       | 8       |
| 2008–09        | ЮІП Академія               | Фін. 2         | 10               | 10               | 6                | 16               | 10               | —       | —       | —       | —       | —       |
| 2009–10        | ЮІП                        | СМ-Л           | 25               | 4                | 2                | 6                | 35               | —       | —       | —       | —       | —       |
| 2009–10        | ЮІП Академія               | Фін. 2         | 18               | 4                | 3                | 7                | 33               | 11      | 1       | 3       | 4       | 8       |
| 2010–11        | ЮІП                        | СМ-Л           | 54               | 11               | 15               | 26               | 26               | 10      | 4       | 6       | 10      | 6       |
| 2010–11        | ЮІП Академія               | Фін. 2         | 2                | 0                | 3                | 3                | 4                | —       | —       | —       | —       | —       |
| 2011–12        | ЮІП                        | СМ-Л           | 60               | 21               | 14               | 35               | 52               | 14      | 6       | 5       | 11      | 37      |
| 2012–13        | «Олбані Девілс»‎            | АХЛ            | 64               | 14               | 17               | 31               | 24               | —       | —       | —       | —       | —       |
| 2012–13        | «Нью-Джерсі Девілс»        | НХЛ            | 4                | 0                | 0                | 0                | 2                | —       | —       | —       | —       | —       |
| 2013–14        | «Олбані Девілс»‎            | АХЛ            | 75               | 15               | 21               | 36               | 52               | 4       | 0       | 1       | 1       | 0       |
| 2014–15        | «Лозанна»                  | НЛА            | 48               | 10               | 19               | 29               | 49               | 7       | 1       | 3       | 4       | 2       |
| 2015–16        | «Лозанна»                  | НЛА            | 50               | 22               | 24               | 46               | 18               | —       | —       | —       | —       | —       |
| 2016–17        | «Лозанна»                  | НЛА            | 49               | 15               | 22               | 37               | 20               | 4       | 0       | 2       | 2       | 6       |
| 2017–18        | «Лозанна»                  | НЛА            | 41               | 12               | 17               | 29               | 34               | —       | —       | —       | —       | —       |
| 2018–19        | «Лангнау Тайгерс»          | НЛА            | 50               | 21               | 22               | 43               | 40               | 6       | 2       | 2       | 4       | 6       |
| 2019–20        | «Лангнау Тайгерс»          | НЛА            | 48               | 18               | 24               | 42               | 44               | —       | —       | —       | —       | —       |
| 2020–21        | «Металург» (Магнітогорськ) | КХЛ            | 33               | 6                | 8                | 14               | 16               | —       | —       | —       | —       | —       |
| 2020–21        | «Ак Барс» (Казань)         | КХЛ            | 17               | 1                | 3                | 4                | 8                | 10      | 1       | 4       | 5       | 8       |
| 2021–22        | «Лангнау Тайгерс»          | НЛА            | 50               | 21               | 23               | 44               | 67               | —       | —       | —       | —       | —       |
| 2022–23        | «Лангнау Тайгерс»          | НЛА            | 52               | 20               | 19               | 39               | 30               | —       | —       | —       | —       | —       |
| 2023–24        | «Лангнау Тайгерс»          | НЛА            | 49               | 11               | 12               | 23               | 26               | —       | —       | —       | —       | —       |
| 2024–25        | «Лангнау Тайгерс»          | НЛА            | 49               | 18               | 13               | 31               | 18               | 9       | 0       | 5       | 5       | 27      |
| Усього в Лійга | Усього в Лійга             | Усього в Лійга | 189              | 40               | 34               | 74               | 125              | 39      | 14      | 12      | 26      | 51      |
| Усього в НХЛ   | Усього в НХЛ               | Усього в НХЛ   | 4                | 0                | 0                | 0                | 2                | —       | —       | —       | —       | —       |
| Усього в НЛА   | Усього в НЛА               | Усього в НЛА   | 486              | 168              | 195              | 363              | 364              | 36      | 8       | 18      | 26      | 51      |

### Збірна
| Рік                | Команда            | Турнір             | Місце              | І  | Г  | П  | О  | ШХ |
| ------------------ | ------------------ | ------------------ | ------------------ | -- | -- | -- | -- | -- |
| 2008               | Фінляндія          | МЧС                | 6-е                | 6  | 2  | 1  | 3  | 0  |
| 2019               | Фінляндія          | ЧС                 | 1                  | 10 | 4  | 3  | 7  | 0  |
| 2022               | Фінляндія          | ОІ                 | 1                  | 6  | 3  | 1  | 4  | 4  |
| 2022               | Фінляндія          | ЧС                 | 1                  | 10 | 1  | 5  | 6  | 0  |
| 2023               | Фінляндія          | ЧС                 | 7-е                | 7  | 1  | 2  | 3  | 2  |
| 2025               | Фінляндія          | ЧС                 | 7-е                | 8  | 1  | 2  | 3  | 4  |
| Молодіжна збірна   | Молодіжна збірна   | Молодіжна збірна   | Молодіжна збірна   | 6  | 2  | 1  | 3  | 0  |
| Національна збірна | Національна збірна | Національна збірна | Національна збірна | 41 | 10 | 13 | 23 | 10 |